# 横浜家庭裁判所
横浜家庭裁判所（よこはまかていさいばんしょ）は、神奈川県横浜市にある日本の家庭裁判所の一つで、神奈川県を管轄している。略称は、横浜家裁（よこはまかさい）。
本庁のほか、相模原支部（相模原市中央区）、川崎支部（川崎市川崎区）、横須賀支部（横須賀市）、小田原支部（小田原市）の4つの支部を横浜地方裁判所との地家裁支部として設置している。

## 所在地
- 本庁：神奈川県横浜市中区寿町1丁目2　北緯35度26分27.7秒 東経139度38分24.8秒 / 北緯35.441028度 東経139.640222度
JR根岸線 石川町駅下車　徒歩約5分
- 川崎支部：神奈川県川崎市川崎区富士見1丁目1-3　北緯35度31分46.4秒 東経139度42分27.7秒 / 北緯35.529556度 東経139.707694度
JR東海道本線、京浜東北線、南武線 川崎駅から教育文化会館までバス約10分・徒歩1分
京浜急行電鉄本線、大師線 京急川崎駅下車　徒歩約10分
- 相模原支部：神奈川県相模原市中央区富士見六丁目10-1　北緯35度34分8.7秒 東経139度22分32.9秒 / 北緯35.569083度 東経139.375806度
JR横浜線 相模原駅からウェルネスさがみはら前までバス約10分・徒歩1分
- 横須賀支部：神奈川県横須賀市新港町1-9　北緯35度16分55.0秒 東経139度40分32.8秒 / 北緯35.281944度 東経139.675778度
京浜急行電鉄本線 横須賀中央駅下車　徒歩8分
- 小田原支部：神奈川県小田原市本町1丁目7-9　北緯35度14分59.3秒 東経139度9分31秒 / 北緯35.249806度 東経139.15861度
JR東海道新幹線、JR東海道本線、小田急電鉄小田原線、小田急箱根鉄道線、伊豆箱根鉄道大雄山線 小田原駅下車　徒歩10分

## 管轄
- 本庁
  - 横浜市、鎌倉市、藤沢市、茅ヶ崎市、大和市、海老名市、綾瀬市、高座郡寒川町
- 相模原支部
  - 相模原市、座間市
- 川崎支部
  - 川崎市
- 横須賀支部
  - 横須賀市、逗子市、三浦市、三浦郡葉山町
- 小田原支部
  - 小田原市、秦野市、南足柄市、足柄上郡中井町、大井町、松田町、山北町、開成町、足柄下郡箱根町、真鶴町、湯河原町、平塚市、中郡大磯町、二宮町、厚木市、伊勢原市、愛甲郡愛川町、清川村

※ただし、相模原支部管内の合議事件は本庁でそれぞれ取り扱う。

## 歴代所長
- 原田和徳（2000年 - 2002年 東京高等裁判所部総括判事）
- 小田原満知子（2002年 - 2003年 依願退官、国地方係争処理委員会委員、弁護士）
- 八束和廣（2003年3月 - 2004年8月 依願退官、一般社団法人ILC理事長、弁護士）
- 安倍嘉人（2004年8月 - 2005年12月 東京高等裁判所部総括判事）
- 稲田龍樹（2005年12月 - 2007年2月 東京高等裁判所部総括判事）
- 山崎恒（2007年2月 - 2008年12月　東京高等裁判所部総括判事）
- 田中由子（2008年12月 - 2009年12月 定年退官、日本大学大学院法務研究科教授）
- 成田喜達（2009年12月 - 2012年11月 定年退官）
- 西村則夫（2012年11月 - 2014年7月 定年退官、川崎簡易裁判所判事）
- 綿引万里子（2014年7月 - 2015年6月 東京高等裁判所部総括判事）
- 三村晶子（2015年6月 - 2016年2月 依願退官、公正取引委員会委員)
- 大門匡（2016年2月 - 2017年 東京家庭裁判所長)
- 大須賀滋（2017年 - 2018年 定年退官、北浜法律事務所東京事務所客員弁護士)
- 廣谷章雄（2018年7月 -2020年10月 東京高等裁判所部総括判事 ）
- 鬼澤友直（2020年10月- 現職）